# أوجينيا بونيتي
أوجينيا بونيتي هي راهبة تعمل على إنقاذ الفتيات من الاتجار بهن في إيطاليا  ومساعدة للنساء على مغادرة صناعة البغاء في البلاد. هي شقيقة مبشرة كونسولاتا،  وماجستير في الاستشارة (هو درجة مهنية الدراسات العليا. درجة إعداد الطلاب للممارسة المهنية والمستشارين أو الإرشاد النفسيين في عيادات الصحة العقلية، والمنظمات المجتمعية والمدارس والمؤسسات التعليمية ما بعد الثانوية)، وعضو في الاتحاد الإيطالي للكبار، تقود عمل المنظمة ضد الاتجار بالبشر. وبهذه الصفة، فهي مسؤولة عن 250 راهبة في جميع أنحاء العالم تعمل على مساعدة الفتيات والنساء الشابات على الخروج من الدعارة. تظهر في الفيلم الوثائقي «ليس حياتي»، الذي تتحدث فيه عن عملها في إيطاليا. في عام 2005، شاركت في مؤتمر برعاية الكرسي الرسولي من أجل استكشاف كيف يمكن للكنيسة الكاثوليكية توفير رعاية أفضل للنساء اللواتي يجبرن على ممارسة الدعارة. أدرجت في قائمة أعلى عشرة أشخاص لعام 2007 التي نشرتها داخل الفاتيكان. فازت بجائزة نساء الشجاعة الدولية في عام 2007  وجائزة المواطنين الأوروبيين في عام 2013.

## قائمة المراجع
- Nancy Keefe Rhodes (2012). https://web.archive.org/web/20160304044148/http://www.stonecanoejournal.org/MovingImages/Not%20My%20Life%20-%20Stone%20Canoe%20FINAL%202012%20-%20Rhodes.pdf (PDF). Stone Canoe. Retrieved August 6, 2013.